# Colin Donnell

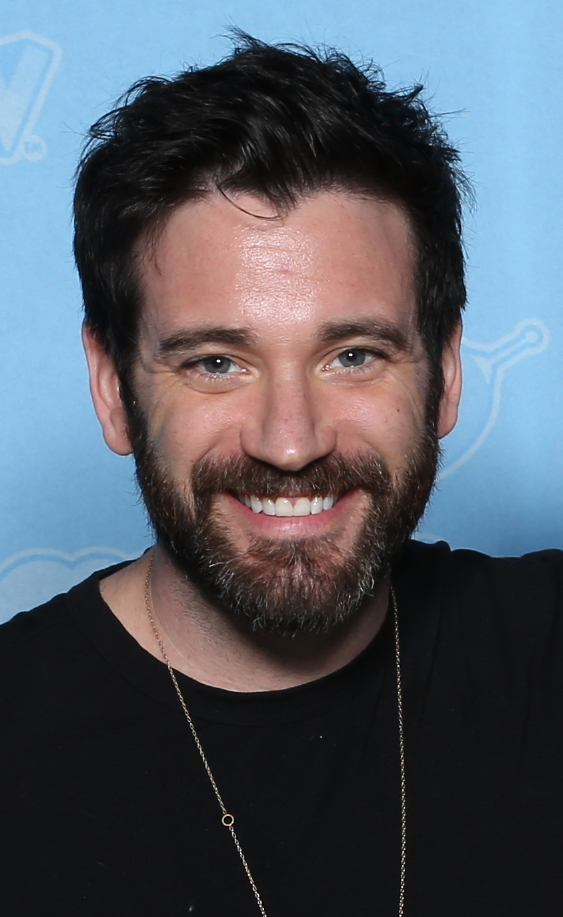
Colin Donnell (2019)

Colin Donnell (* 9. Oktober 1982 in St. Louis, Missouri) ist ein US-amerikanischer Schauspieler.

## Leben
Colin Donnell wurde als jüngster von drei Brüdern in St. Louis geboren. Seine Vorfahren stammen aus Irland und Frankreich. Mit der Schauspielerei begann er in seiner High-School-Zeit. Dort war er Teil einer Aufführung des Musicals Barnum. Des Weiteren hatte er Gesangsunterricht. Sein Studium, das er 2005 abschloss, absolvierte Donnell an der Indiana University Bloomington in Indiana.
Colin Donnell war in seiner Zeit am Broadway ein Teil von vielen Musicals. So trat er zum Beispiel in Aufführungen von Mamma Mia! und Wicked – Die Hexen von Oz auf. Auch war er längere Zeit im Musical Anything Goes zu sehen, was ihm mehrere Awardnominierungen einbrachte. Seine erste Fernsehrolle hatte er von 2011 bis 2012 in der von dem Flugpersonal der Pan American World Airways handelnden Fernsehserie Pan Am. Seine erste Serienhauptrolle hatte er von 2012 bis 2013 in der The-CW-Serie Arrow als Tommy Merlyn, den besten Freund der Hauptfigur. Diese verkörperte er bis zum Staffelfinale der ersten Staffel sowie in jeweils einer Folgen der zweiten und zwei Folgen der dritten Staffel. Ende Mai 2015 wurde er für eine Hauptrolle in dem Chicago-Fire-Spin-off Chicago Med verpflichtet und war bis 2019 Teil der Serie.
Im Dezember 2014 verlobte Donnell sich mit der Schauspielerin Patti Murin, welche er im Frühjahr 2013 durch seine Tätigkeit im Musical zu Verlorene Liebesmüh kennengelernt hatte. Die beiden heirateten am 19. Juni 2015 in New York City.

## Filmografie (Auswahl)
- 2011–2012: Pan Am (Fernsehserie, 4 Folgen)
- 2012–2015, 2017–2020: Arrow (Fernsehserie, 28 Folgen)
- 2014: Unforgettable (Fernsehserie, Folge 2x09)
- 2014: Person of Interest (Fernsehserie, Folge 3x17)
- 2014: Detective Laura Diamond (The Mysteries of Laura, Fernsehserie, Folge 1x09)
- 2014–2015: The Affair (Fernsehserie, 16 Folgen)
- 2015–2019: Chicago Med (Fernsehserie)
- 2016–2019: Chicago Fire (Fernsehserie, 4 Folgen)
- 2016–2017: Chicago P.D. (Fernsehserie, 4 Folgen)
- 2020: Zwei Tickets nach Island – Liebe im Gepäck (Love on Iceland, Fernsehfilm)
- 2024: FBI: International (Fernsehserie, 2 Folgen)
- 2025: Zero Day (Fernsehserie, 1 Folge)